# Mossala (île)
Pour les articles homonymes, voir Mossala.
Mossala ou  Mussala  est une île et un village de la municipalité de Parainen en Finlande.

## Présentation
L'île a une superficie de 7,19 kilomètres carrés et compte 68 habitants.
Le terrain de Mossala est très plat.  Le point culminant de l'île est à 37 mètres d'altitude. 
L'ile de Mossala s'étend sur 2,8 kilomètres dans la direction nord-sud et 4,1 kilomètres dans la direction est-ouest.
Elle est couverte d'une forêt de conifères.
Mossala est sur la route périphérique de l'archipel et un traversier relie Mossala à Dalen à Iniö pendant les mois d'été. 
Le Museovirasto a classé le village de Mossala parmi les sites culturels construits d'intérêt national en Finlande de l'ouest de l'archipel de Turku.